# Lionel Jospin
Lionel Jospin GCL (Meudon, 12 de julho de 1937) é um político francês. Ocupou o cargo de primeiro-ministro da França pelo Partido Socialista (PS), entre 3 de junho de 1997 a 6 de maio de 2002. A 22 de março de 2005, foi agraciado com a Grã-Cruz da Ordem da Liberdade de Portugal.

## Carreira política
Membro do Partido Socialista (PS), Lionel Jospin chegou em 1981 ao cargo de primeiro-secretário de sua agremiação política, substituindo o recém-empossado presidente François Mitterrand. Entre 1988 e 1992 foi ministro da Educação. Nesse período foi também o número dois nos governos de Michel Rocard.
Após atravessar um período sem exercer cargos governativos, em 1994 anunciou a sua candidatura à presidência, contra Jacques Chirac e na sequência de Jacques Delors ter abdicado de apresentar a sua própria candidatura. Jospin perdeu as eleições mas conquistou 47,5% dos votos.
De derrotado nas presidenciais, Jospin passou a vencedor nas legislativas. Como à época o mandato presidencial tinha duração de sete anos e as legislaturas duravam apenas cinco, Chirac decidiu dissolver a Assembleia Nacional e convocar eleições legislativas antecipadas após dois anos no poder. O presidente acreditava que, graças a seus índices de aprovação, seria possível vencer a disputa e, dessa forma, garantir o domínio da direita no parlamento durante todo seu período como chefe de Estado. O resultado do pleito viria a frustrar os objetivos do presidente, sagrando como vencedora a coalizão oposicionista liderada por Jospin. Por consequência, o socialista assumiu o cargo de primeiro-ministro no dia 2 de junho de 1997, no terceiro caso de coabitação da história republicana francesa. Seu governo se baseou numa aliança de diversos partidos progressistas batizada de Esquerda Plural e composta pelo Partido Socialista, pelo Partido Comunista Francês, pelos Verdes e pelo Partido Radical de Esquerda.

## Eleição presidencial de 2002
Em 2002, Jospin foi mais uma vez candidato à presidência da república, sendo tido na ocasião como o favorito para disputar o segundo turno contra Chirac, que se apresentava para a reeleição. As eleições foram marcadas pela circunstância de os partidos que garantiam a base parlamentar do governo socialista terem lançado candidatos próprios à presidência, como Noël Mamère (Verdes), Robert Hue (PCF) e Christiane Taubira (PRG).
A dispersão de votos à esquerda e o surpreendente desempenho de Jean-Marie Le Pen, candidato do partido de extrema-direita Frente Nacional, relegaram a Lionel Jospin um terceiro lugar na primeira etapa do escrutínio, excluindo-o da disputa. Decepcionado com tal insucesso eleitoral, Jospin anunciou a sua retirada do mundo da política logo após a apuração dos votos e a confirmação dos resultados. Na ocasião, declarou:
| “                                    | Para além da demagogia da direita e da dispersão da esquerda que tornaram possível essa situação, eu assumo plenamente a responsabilidade desse fracasso e tiro dele as conclusões, me retirando da vida política após o fim da eleição presidencial. | ” |
| — Lionel Jospin, 21 de abril de 2002 | |   |